# Francis Parker Yockey
Francis Parker Yockey (Chicago, 18 settembre 1917 – San Francisco, 16 giugno 1960) è stato un filosofo statunitense, di ideologia fascista e pan-europeista, nonché teorico della cosiddetta ideologia trasversalista socialista nazionale detta rosso-bruna (dall'unione dei colori simbolici del comunismo e fascismo), noto soprattutto per il libro neo-spengleriano Imperium, pubblicato nel 1948 con lo pseudonimo di Ulick Varange. Il libro si propone già nell'introduzione come "sequel" de Il tramonto dell'Occidente di Oswald Spengler, uno dei classici della rivoluzione conservatrice.
Vicino alle posizioni dell'estrema destra neofascista e neonazista di tutto il mondo, dopo la sua morte divenne un'influenza centrale per numerosi gruppi ultranazionalisti e di nazionalismo bianco, e per i movimenti della New Right e dell'Alt-Right. Yockey è stato un forte sostenitore di idee antisemite e di teorie del complotto ad esse correlate ed espresse lodi per il nazismo e affinità col fascismo. Yockey fu in stretto contatto col partito statunitense filo-fascista della Camicie d'Argento di William Dudley Pelley e col movimento German-American Bund, che propugnava un'alleanza tra Stati Uniti e Germania Nazista durante gli anni Trenta. Dopo la sconfitta dell'Asse al termine della Seconda Guerra Mondiale Yockey divenne membro attivo per la causa neofascista e neonazista.
Yockey riteneva che gli Stati Uniti fossero gli artefici del liberalismo e che fossero controllati da ebrei. Svolse anche inoltre un ruolo di pubblico ministero durante il processo di Norimberga contro i crimini di guerra, assumendo atteggiamenti indulgenti nei confronti degli accusati alla sbarra, motivo per cui fu rimosso e non partecipò alle udienze. Incontrò il presidente egiziano Gamal Abdel Nasser e scrisse per la propaganda antisionista per il governo egiziano vedendo il movimento panarabo come un alleato per la distruzione del potere "giudeo-americano". Mentre era in prigione per possesso di documenti d'identità falsi nel 1960 ricevette visite dell'attivista neofascista Willis Carto il quale contribuì a stampare e diffondere le opere e il pensiero di Yockey. Poco dopo morì suicida in carcere.

## Biografia

### Primi anni di vita
Numerosi elementi della vita di Yockey non possono essere definiti con totale certezza e la maggior parte delle notizie biografiche sulla sua vita provengono dai suoi stessi scritti, da persone che lo conobbero o dai rapporti dell'FBI sulle sue attività. Yockey nacque a Chicago (Illinois) in una famiglia originaria del Michigan, appartenente alla classe media cattolica e con antenati irlandesi e tedeschi. I genitori, filo-britannici, lo portarono fin da giovane ad apprezzare la cultura europea. La madre, che studiò presso il Chicago Music College, gli fece conoscere la musica classica e contribuì a farlo diventare un ottimo pianista con un repertorio che includeva Liszt, Beethoven, Chopin e Haydn. Yockey frequentò almeno sette università diverse prima di laurearsi magna cum laude nel 1941 presso la Facoltà di Giurisprudenza della University of Notre Dame in Indiana.
In gioventù simpatizzò per qualche tempo per il marxismo, ma nel 1934 dopo la lettura di Der Untergang des Abendlandes (Il tramonto dell'Occidente) si fece forte sostenitore dell'elitista e anti-materialista Oswald Spengler. Da Spengler sviluppò il rifiuto per il razzismo biologico sviluppando però una visione spirituale delle razze complementare al razzismo biologico derivata in parte dalle teorie di Karl Haushofer. Al contrario di Spengler, che disapprovava il nazismo per l'antisemitismo e per essere troppo borghese, Yockey fu un assiduo sostenitore del fascismo e del nazionalsocialismo nonché delle idee antisemite. Mentre era ancora uno studente universitario, alla fine degli anni trenta, Yockey pubblicò il suo primo saggio politico su Social Justice, un periodico curato da Charles Coughlin, noto anche come il "prete radiofonico" (The radio priest) e conosciuto allora per la simpatia verso le politiche anti-bolsceviche presenti nella Germania di Hitler, nell'Italia di Mussolini e nella Spagna di Franco.

### Maturità e opere
Nel corso degli anni, Yockey prese contatto con diverse organizzazioni di estrema destra vicine al fascismo e al nazionalsocialismo, tra queste la German American National Alliance, la British Union of Fascists di Oswald Mosley (Union Movement nel dopoguerra), la National Reinassance Party di James H. Madole e soprattutto il German American Bund e le Silver Shirts (Camicie d'argento) di William Dudley Pelley con cui collaborò attivamente.
Pur opponendosi all'entrata in guerra degli Stati Uniti durante la Seconda Guerra Mondiale decise di arruolarsi nell'esercito americano prima di venire sospeso nel 1942 in quanto giudicato "non idoneo" per instabilità mentale e venne esonerato dopo la diagnosi di disturbo paranoide e demenza precoce. Secondo il referto medico dell'esercito Yockey mostrava segni di manie di persecuzione, allucinazioni uditive e l'inclusione di persone famose e prominenti nel suo sistema delirante.
Amareggiato dalla sconfitta delle potenze dell'Asse alla fine della guerra, Yockey divenne maggiormente coinvolto dalla causa neofascista dopo il 1945. Da questo momento in poi Yockey si dedicherà esclusivamente ad una personale causa di restaurazione del fascismo rinunciando a qualsiasi parvenza di vita ordinaria vivendo costantemente in movimento e senza fissa dimora viaggiando ovunque sentiva di poter perseguire i suoi obiettivi nel modo più efficace e coltivando innumerevoli contatti lungo la propria strada..
Il pensiero di Yockey, che faceva del suo perno l'alleanza tra l'estrema destra e l'estrema sinistra lo rese inizialmente un elemento isolato ed inviso all'interno dell'estrema destra americana. Ad esempio George Lincoln Rockwell, fondatore del Partito Nazista Americano e leader suprematista e nazionalista bianco, avversò Yockey per il suo antiamericanismo così come per le sue aperture verso governi e movimenti antisionisti di sinistra. Un altro esponente del neonazismo come Colin Jordan (alleato di Rockwell) disapprovò le visioni di Yockey sul tema della razza e accusò il suo pensiero di essere una forma di "neo-strasserismo" che avrebbe minacciato quello che riteneva il "vero neonazismo" basato sull'hitlerismo.

#### Norimberga
Nel 1946, Yockey iniziò a lavorare per il Dipartimento della guerra degli Stati Uniti come procuratore addetto al riesame dei fascicoli relativi al Processo di Norimberga in Germania. Egli ben presto cominciò a criticare l'occupazione della Germania da parte degli Alleati, come pure definì prevenute tutte le procedure del tribunale di Norimberga. Per questo, nel novembre del 1946, Yockey venne licenziato per "abbandono di posizione" e per le simpatie mostrate verso i criminali di guerra.

#### Imperium
Al ritorno da un viaggio di diversi mesi attraverso l'Africa per ragioni ignote, Yockey scrisse, senza note, il suo unico libro, Imperium, mentre si trovava a Brittas Bay in Irlanda fra la fine del 1947 e gli inizi della primavera del 1948 firmandolo con lo pseudonimo di Ulick Varange. Yockey rimase amareggiato per il rifiuto da parte di sir Oswald Mosley, l'ex leader dei fascisti britannici, di pubblicare Imperium al suo completamento, come inizialmente promesso, e di conseguenza troncò ogni rapporto con lui.
Il nazionalismo europeo di Mosley, sintetizzato dallo slogan Europe a Nation non era infatti antiamericano come il suo, bensì antisovietico. Il libro venne così autopubblicato a Londra in un'edizione di due volumi ed in un numero esiguo di copie sotto il nome di una fittizia casa editrice, la Westropa Press, nel 1948.
Il testo, che consta oltre 600 pagine, scritto interamente senza note né bibliografia, consiste in una critica spengleriana del XIX secolo, del materialismo e del razionalismo (per Yockey invenzioni ebraiche) e porta la dedica a "l'eroe del XX secolo", definizione sottesa per Adolf Hitler. Nel libro per prudenza non usa nemmeno il termine "nazionalsocialismo", utilizzando le perifrasi "socialismo prussiano" e "rivoluzione europea del 1933". Quest'opera trovò sostegno fra i pensatori di orientamento ultra-conservatore e ultranazionalista quali, fra gli altri, l'ex-generale tedesco e neonazista Otto Ernst Remer, il professore statunitense di filologia classica presso l'Università dell'Illinois e suprematista bianco Revilo P. Oliver, il politico fascista canadese Adrien Arcand, lo scrittore George Sylvester Viereck, lo storico collaborazionista britannico Basil Liddel-Hart e il generale e occultista inglese John F.C. Fueller nonché l'esoterista e filosofo tradizionalista italiano Julius Evola.
Insieme a due altri ex-seguaci di Mosley, Guy Chesham e John Gannon, Yockey fondò fra il 1948 e il 1949 il Fronte di Liberazione Europeo, un gruppo neonazista e nazionalista europeo. Il Fronte pubblicò una newletter dal titolo, Frontfighter la quale ospitò uno scritto di Yockey contenente una aspra polemica anti-americana, anticomunista e antisemita "The Proclamation of London". In questo periodo usò lo pseudonimo Torquemada, l'inquisitore spagnolo che perseguitò gli ebrei nel XV secolo.
Nel 1950 soggiornò in Italia dove ebbe occasione di partecipare ad alcune riunioni del Movimento Sociale Italiano ed entrare in contatto con ex-esponenti del fascismo approfittando della mancata epurazione nel paese di quest'ultimi, quanto della grande influenza che il Partito Comunista Italiano esercitava nel paese.
Nel 1951 Yockey venne contattato dal senatore statunitense anticomunista Joseph McCarthy il quale gli chiese di scrivergli, in qualità di ghostwriter, un discorso che auspicasse ad una maggior amicizia tra Stati Uniti e Germania seppur McCarthy successivamente decise di non pronunciarlo mai dopo che il suo annuncio aveva causato diverse controversie.
Nel 1952 Yockey si recò a Praga, dove seguì il processo contro Rudolf Slánský e altri funzionari del Partito Comunista di Cecoslovacchia, molti dei quali ebrei. In quell'occasione credette che quei processi fossero una "predizione della rottura fra Russia e popolo ebraico". Questa idea fu sviluppata in uno dei suoi articoli What Is Behind The Hanging Of The Eleven Jews In Prague?. Yockey scrisse di come lo stalinismo avesse debellato le influenze ebraiche dal comunismo sovietico e trascorse il resto della sua vita nel tentativo di creare una maggior alleanza internazionale tra le forze del comunismo e quelle dell'estrema destra con il tentativo di indebolire e sovvertire il governo degli Stati Uniti.
Nel 1953 al Cairo, Yockey conobbe il presidente egiziano Gamal Abdel Nasser che definì "un uomo insigne e di polso" (a great and vigorous man). Collaborò per breve tempo con i Servizi Segreti egiziani scrivendo propaganda antisionista. In quel periodo viveva lì e collaborava con Nasser anche Johann von Leers, un ex dipendente di Joseph Goebbels al Ministero della Propaganda del Terzo Reich che, pur avverso alle spenglerismo, si occupava anche lui di antisionismo, teorie antisemite e sostegno al panarabismo. Yockey vedeva nella crescita dei paesi non-allineati del Terzo Mondo, ed in particolare nella rivolta del nazionalismo arabo, del panarabismo e del panafricanismo, delle significative sfide geopolitiche contro il "potere ebraico-americano", avvicinandosi anche a concezioni di blando neonazismo esoterico..
Inoltre Yockey fu tra i primissimi attivisti filo-nazisti (assieme a Maurice Bardèche) a diffondere teorie del complotto che negavano l'esistenza storica dell'Olocausto (in particolare le camere a gas) o la minimizzavano, seppur ammise in privato di riconoscerne l'effettiva storicità, ed elogiò e giustificò lo sterminio avvenuto per mano dei nazisti.

### Arresto e morte
Yockey fu sempre tenuto sotto sorveglianza dall'FBI per la sua "attività antiamericana" cui sfuggì attraverso l'assunzione di numerosi pseudonimi e false identità. Nel 1960, al ritorno negli Stati Uniti da un soggiorno all'estero, venne arrestato a San Francisco dopo che la sua valigia finì per errore in un altro aeroporto e venne ritrovata contenente numerosi documenti falsi. Mentre era in prigione venne visitato più volte da Willis Carto, il quale successivamente divenne il difensore nonché l'editore delle opere di Yockey. Yockey avrebbe dovuto essere sottoposto ad una perizia psichiatrica (essendo stato già dichiarato mentalmente instabile nel 1942) ed eventualmente ad un processo. Il 17 giugno fu trovato morto in una cella del carcere. A seguito del ritrovamento di una capsula di cianuro vicino al corpo del filosofo si presuppose un suicidio, avvenuto il giorno prima, per proteggere l'anonimato delle sue numerose relazioni politiche.

## Influenze
Yockey è considerato un pensatore inusuale per l'estrema destra degli anni immediatamente successivi alla Seconda Guerra Mondiale, mentre numerosi gruppi di estrema destra europei e nazionalisti statunitensi auspicavano un'alleanza con il governo degli Stati Uniti (vedendola come la migliore soluzione per contrastare il comunismo) o una qualche forma di terzoposizionismo, Yockey definì un'alleanza tra estrema destra e sinistra come una formula più efficiente e desiderabile per preservare la cultura occidentale. Questa proposta alleanza venne esplicitata nel saggio Red-Brown Alliance (da tradursi letteralmente come rosso-bruna, l'unione dei colori rappresentanti comunismo e fascismo).
Yockey ritenne che l'universalismo americano, la democrazia e la cultura del consumismo che stavano iniziando a diffondersi in Europa come nel resto del mondo, nonché la loro stretta alleanza con il sionismo, fossero estremamente più distruttivi e mortali per l'Occidente rispetto all'Unione Sovietica e in generale al comunismo. Yockey sostenne un'alleanza con l'Unione Sovietica principalmente su basi geopolitiche e filosofiche per le genuine tendenze antisioniste sviluppatesi col governo di Iosif Stalin, il cui autoritarismo aveva preservato le antiche gerarchie tradizionali europee più di quanto avesse fatto la democrazia liberale degli Stati Uniti o l'estrema destra post-bellica.
Yockey riteneva inoltre che gli Stati Uniti, corrotti dal materialismo capitalista liberale, essendo una colonia europea, avrebbero potuto influenzare l'Europa non solo a livello materiale ma anche spirituale anche attraverso quella che credeva essere una egemonia ebraica del paese. Ritenne così che la vera destra dovrebbe diffondere il comunismo e favorire (anticipando la Nouvelle Droite) i movimenti anticoloniali dei paesi del Terzo Mondo ogni qualvolta fosse possibile in quanto rappresentano una minaccia per l'egemonia neoliberalista e capitalista degli Stati Uniti.

## Eredità
L'influenza del pensiero di Yockey venne principalmente diffusa da Willis Carto, dal suo gruppo Liberty Lobby e organizzazioni ad esso successive, il quale fece ristampare Imperium in una seconda edizione nel 1962. Carto successivamente divenne membro dello Youth for George Wallace, gruppo che supportava la campagna elettorale e le idee segregazioniste di George Wallace durante le elezioni presidenziali statunitensi del 1968. Lo stesso gruppo divenne in seguito il nucleo della National Youth Alliance, associazione politica che promosse il libro Imperium e il pensiero politico di Yockey anche dopo la morte di Carto e la successiva guida da parte di William Luther Pierce, ex membro del Partito Nazista Americano. Numerosi sostenitori di Yockey tra cui H. Keith Thompson, affermarono che Carto e il suo gruppo avessero fallito nel comprendere totalmente le idee di Yockey fraintendendone diversi aspetti.
L'opera ispirò inoltre il titolo della rivista italiana Imperium, esistente in maniera clandestina tra il 1950 e il 1954 per un totale di soli sei numeri, organo di stampa "ufficioso" del gruppo terrorista neofascista dei Fasci di Azione Rivoluzionaria (FAR)  Nel 1950, il già menzionato Julius Evola pubblicò sulle pagine di Imperium l'opuscolo Orientamenti nel quale vengono sintetizzate in undici punti le sue idee (poi sviluppate nei libri successivi). Orientamenti, ispirandosi alle idee di Yockey, si oppone fortemente al concetto di un "fascismo nazionale" al quale invece propone un'alternativa con la creazione di una comunità europea modellata sull'esempio delle Waffen-SS. Alla pubblicazione dell'opuscolo il partito pan-europeo dell'European Liberation Front di Yockey definì Evola "il più grande filosofo autoritario vivente" nella loro testata Frontfighter. Evola venne influenzato dalle idee espresse in Imperium seppur ritenne Yockey "ingenuo su ciò che si può ottenere nel breve termine" e che l'Impero Europeo di Yockey avrebbe essere guidato esclusivamente da una elite di "uomini superiori che operano dietro le scene" al di fuori della politica parlamentare, pur accettando comunque tutte le premesse di base dell'opera. Evola in segno di ammirazione successivamente dedicò un intero capitolo a Yockey in Gli uomini e le rovine, pubblicato nel 1953 con prefazione del generale Junio Valerio Borghese, poi artefice di un tentato colpo di stato nel 1970 ricordato col nome di Golpe Borghese. Anche il giurista, filosofo e politologo tedesco attivo nel periodo nazista e dopo Carl Schmitt risultò in possesso di una copia di Imperium. 
Maurice Bardèche, uno scrittore francese di idee fasciste, cognato di Robert Brasillach,  descrisse un suo incontro con Yockey nel romanzo semi-autobiografico del 1957 Suzanne et le taudis. Bardèche descrisse Yockey, chiamato "Ulrich Clarence" nel libro, come un tipo del tutto stravagante.
Nel suo libro del 2011, Five Years: Briefwechsel 2004–2009. Band 1: 2004–2007, il quale raccoglie la corrispondenza privata con il compositore e scrittore statunitense David Woodard, l'autore svizzero Christian Kracht consiglia caldamente la lettura di Imperium di Yockey. L'anno successivo Kracht pubblicherà l'omonimo romanzo divenuto bestseller, Imperium.
Imperium è stato inoltre definito la controparte fascista del Manifesto del Partito Comunista e un equivalente americano del Mein Kampf.
Yockey non fu mai popolare presso la destra americana dell'epoca, ma ebbe una significativa influenza in Europa, tra scrittori come Alain de Benoist and Guillaume Faye della Nouvelle Droite, e soprattutto tra intellettuali di destra radicale come il belga Jean Thiriart e i russi Aleksandr Dugin ed Eduard Limonov (neo-eurasiatismo, nazional-bolscevismo) che hanno assunto posizioni molto vicine a quelle di Yockey. Ebbe inoltre una grande influenza su Dan Burros, esponente del Partito Nazista Americano, e su James H. Madole. Negli anni 2000 e seguenti l'influenza di Yockey è presente nella New Right e nell'alt-right (si veda la visione "europeista" di Richard B. Spencer opposta al sovranismo dei trumpisti, seppur evoluta poi in senso anti-russo e atlantista in seguito al conflitto russo-ucraino), e sulla corrente del nazional-anarchismo.

## Opere
Originali
- (EN) Ulick Varange (F.P. Yockey), Imperium: Philosophy of History & Politics, 1948.

Traduzioni italiane
- Francis Parker Yockey, Il nemico dell'Europa, Passaggio al Bosco, 2020.